# Što je povijest? (Carr)
Što je povijest? (u engleskom originalu: What is History?) naslov je knjižice, koju je napisao britanski povjesničar Edward Halett Carr. Objavljena je na engleskom 1961., a na hrvatskom 2004. u izdanju izdavača "Srednja Europa", Zagreb, u prijevodu Danijela Vojaka, uz predgovor Snježane Koren.

## Šest predavanja iz 1961.
Knjiga donosi šest predavanja koje je Carr održao na sveučilištu u Cambridgeu od siječnja do ožujka 1961. Nakon toga su emitirana na Radiju BBC, te objavljena kao knjiga. U sljedećih 40-ak godina knjiga je doživjela još tri izdanja, te prijevode na razne jezike.
Naslovi poglavlja:
1. Povjesničar i činjenice
2. Društvo i pojedinac
3. Povijest, znanost i moral
4. Kauzalnost u povijesti
5. Povijest kao napredak
6. Obzorje koje se širi

### Četrdeset godina kasnije
U studenom 2001. godine u Institutu za povijesna istraživanja u Londonu održana je dvodnevna konferencija povodom četrdesete obljetnice objavljivanja prvog izdanja knjige Što je povijest?. Deset povjesničara iz različitih zemalja raspravljalo je o Carrovu pitanju i njegovu značenju za novu generaciju povjesničara: što je povijest i čemu služe povijesna istraživanja na pragu 21. stoljeća. Njihovi su radovi objavljeni 2002. u knjizi What is History now?.

## Što, dakle, povijest odnosno historija jest?
U nastavku članka prenesene su prilično opsežne bilješke o knjizi, koje je pravio jedan pasionirani čitatelj, i zatim obradio za objavu. Uvodno: pogledajte u članku historija objašnjenje o razlici između povijesti kao "prošle stvarnosti" i historije (ili historiografije) kao znanosti, koja je bavi poviješću (dok se osoba koja se time bavi naziva povjesničar). Carr se u ovom svom djelu bavi znanstvenim proučavanjem povijesti i metodologijom te znanosti, a ne poviješću samom. Pogledajte i članak Suvremena historiografija (Gross). (U tom udžbeniku Mirjana Gross ne spominje Carra osobno, ali razmatra mnoge probleme kojima se i on bavi i prikazuje stavove drugih značajnih povjesničara.) Pogledajte također članak Kojim putem do prošlosti? (Fogel i Elton) o raspravi između "tradicionalne", "narativne" historiografije, i nove kliometrije, koja se vodila početkom 1980-ih.

### Povjesničar i činjenice
Dvadeseto stoljeće obilježeno je promjenom odnosa prema činjenicama. Devetnaesto stoljeće je »zlatno doba činjenica«. Kraj XIX. stoljeća obilježen je iluzijom o mogućnosti dostizanja "konačne povijesti", kada su »sve informacije dostupne i svaki problem riješen«, kako piše J. E. Acton u the Cembridge Modern History 1896. Iluzija da je moguće znati sve informacije, koju je kasnije čak i moderna fizika odbacila (Heissenbergovo načelo neodređenosti u kvantnoj mehanici). Dapače, danas nam fizičari govore da oni ne istražuju činjenice, već događaje. (str. 48)
Nasuprot moraliziranju u povijesti, Leopold von Ranke 1830-ih kaže da je zadaća povjesničara »jednostavno prikazati kako je zapravo bilo«, (wie es eigentlich gewesen). (str. 6) Pozitivistička metoda u dva dijela: prvo ustanovite činjenice, a onda iz njih izvucite zaključke; prvo »tvrdo jezgro povijesnih činjenica«, a onda »živi pijesak interpretacija« (str. 7). Društveno i politički, ova je historiografija vezana uz devetnaestostoljetni liberalizam. Međutim, 1880-ih godina započinje osporavanje primata i autonomije činjenica, u čemu najvažniju ulogu ima Wilhelm Dilthey. Gomilanje činjenica, kažu kritičari, dosadno je i besplodno, ne donosi nikakvu vrijednu spoznaju. (str. 16)
Nisu sve činjenice o prošlosti ujedno i povijesne činjenice. Njima se bave tzv. pomoćne povijesne znanosti; one utvrđuju "temeljne činjenice", koje su za povjesničara sirovi materijal. (str. 8) Hoće li činjenica o povijesti postati povijesna činjenica, ovisi o njenoj interpretaciji. (str. 10) Talcott Parsons je rekao da je znanost »selektivni sustav kognitivne orijentacije prema zbilji«. (str. 9)
Stari i srednji vijek: sve činjenice koje su uopće sačuvane su povijesne; ono što je sačuvano je proizvod selekcije nekih ljudi koji su »nadahnuti određenim gledištima odlučili sačuvati od zaborava činjenice koje su podržavale ta gledišta.« (str. 10-11) Povjesničar, vođen nekim svojim interesom, odabire činjenice koje su za njega značajne, i zanemaruje druge. (str. 11-12) Carl Backer piše: »povijesne činjenice ne postoje ni za jednog povjesničara, dok ih sam ne stvori«. (str. 17) Lytton Stracheyil situaciju povjesničara prikazuje još radikalnije: »neznanje je osnovni preduvjet za povjesničara, neznanje koje pojednostavljuje i pojašnjava, koje odabire i izostavlja«. (str. 11)
Nasuprot povjesničarevom interesu za činjenice stoji filozofija povijesti; termin je iskovao Voltaire. No povjesničari XIX st. smatraju da im nikakva filozofija nije potrebna. (str. 15) Danas međutim razumijevamo koliko važnu ulogu ima povjesničar ne samo u tumačenju (interpretaciji), nego i u samom odabiru činjenica. Povjesničar se mora uživjeti u um svojih dramatis personae, ali se i čitatelj mora uživjeti u um povjesničara. »Proučite povjesničara prije nego proučite činjenice.« (str. 18-19)
Povjesničaru je potrebno »imaginativno razumijevanje umova ljudi koje proučava«. (str. 19) Prošlost možemo promatrati samo očima sadašnjosti: povjesničar pripada svom vremenu, vezan je uz njega uvjetovanošću ljudskog postojanja. (str 20)
Filozofiranje o povijesti dovodi do pitanja o smislu povijesti. Nasuprot raznim teorijama koje u povijesti vide nekakav smisao, javljaju se dvije suprotstavljenje teorije: 
- povijest uopće nema nikakvog smisla,
- postoji neograničeni broj značenja koje pri proučavanju povijesti možemo pronaći, od kojih nijedno nije vrednije od drugog.

Praktički, obje se teorije svode na isto. (str. 21)
Možemo li izvući neki zaključak o odnosu povjesničara prema činjenicama? Treba odbaciti obje ekstremne teorije. Kao povjesničari, u odnosu prema činjenicama »oprezno plovimo između Scile neodržive teorije povijesti kao objektivne kompilacije činjenica, kao neopravdane dominacije činjenica nad interpretacijom, i haribde podjednako neodržive teorije o povijesti kao subjektivnom proizvodu povjesničareva uma koji utvrđuje povijesne činjenice i ovladava njima kroz proces interpretacije.« (str. 23) Povijest je »kontinuirani proces interakcije između povjesničara i njegovih činjenica, beskonačni dijalog između sadašnjosti i prošlosti«. (str. 24)

### Društvo i pojedinac
Suvremeno doba obilježeno je "kultom pojedinca", koji započinje od talijanske renesanse. Raspon ovog kulta obilježen je s dva moderna mita iz slavnih romana: s jedne strane Robinson, pojedinac koji trijumfira nad prirodom, a s druge Kirilov iz romana Demoni od Dostojevskog, koji je počinio samoubojstvo da bi dokazao svoju slobodu.
Sam povjesničar je individualno ljudsko biće i istovremeno društveni fenomen: proizvod i svjesni ili nesvjesni glasnogovornik društva kojem pripada. (str. 28-29) Povjesničar pristupa svojem poslu s određenim gledištem, koje ima društvenu i povijesnu pozadinu. (str.32) Dapače, isti povjesničar ne može napisati dvije jednake knjige, jer se i sam mijenja. (str. 34)
Sama povijesna znanost govori o sadašnjosti. »Ne postoji bolji pokazatelj karaktera nekog društva od historiografije koju to društvo piše ili ne uspijeva napisati.« (str. 35)
Ljudi stvaraju povijest. Karl Marx je rakao: "povijest" ništa ne čini, čovjek je taj koji sve čini. Pir tome, povijest je uvelike stvar (velikih) brojeva. Milijuni stvaraju povijest, ali to su milijuni osoba, oni nisu anonimni ni bezlični. Pokreti naravno imaju mali broj vođa, no mnoštvo je od presudne važnosti. (str. 40-41)
Postupci pojedinih ljudskih bića često imaju posljedice koje ni oni ni drugi pojedinci nisu očekivali ni željeli; vrlo raznolike filozofije to ističu. (Str. 41) »Povjesničar je dužan istražiti ono što leži iza samog čina; svjesna misao ili motivi pojedinca mogu se u tom pogledu pokazati posve nevažnima.« (str. 42) 
Tzv. "veliki ljudi" ne pojavljuju se izvan povijesti; nenadmašiv je Hegelov opis u Filozofiji prava o tome što čini veličinu: »Veliki čovjek nekog doba je onaj koji je u stanju izraziti riječima volju svoga vremena, priopćiti suvremenicima koja je to volja i ostvariti je.« 
Pri tome moramo uočiti i to da su neki velikani, poput Cromwella ili Lenjina, i sami sudjelovali u oblikovanju sila koje su ih uzdigle do veličine, dok su drugi, poput Napoleona ili Bismarcka, došli do moći nošeni snagom već postojećih sila. Ne smijemo zaboraviti ni one velike ljude koji su bili toliko ispred svog vremena da su njihovu veličinu priznale tek naredne generacije. (Str. 44)

### Povijest, znanost i moral
Pitanje da li je povijest znanost (science) specifično je za engleski jezik, u kojem "science" ima drugačije značenje nego "die Wissenschaft" u njemačkom. U svakom slučaju, historiografija je danas (1961.) bliže prirodnim znanostima nego prije stotinu godina.
Za suvremenu filozofiju znanosti veliki značaj ima Henri Poncaré, koji u djelu Znanost i hipoteze razvija tezu da su opće tvrdnje koje znanstvenici 
iznose hipoteze (a ne metafizičke tvrdnje), oblikovane kako bi pojasnile i organizirale razmišljanje; zato su podložne verifikaciji, modificiranju ili odbacivanju. Znanstvenici ne otkrivaju zakone, nego postavljaju nove hipoteze koje otvaraju put novim istraživanjima. (str. 49) Moris Cohen i Ernest Nagel dalje razrađuju konzekvence ovog pristupa: dokaze za načela dobivamo pozivanjem na empirijsku građu, koju odabiremo, analiziramo i interpretiramo na temelju načela. (str. 49) (Carr piše prije pojave knjige Struktura znanstvenih revolucija Thomasa Kuhna, u kojoj on razlaže pojam paradigme, koji je bitno utjecao na dalji razvoj filozofije znanosti.)
Iznosi se pet primjedbi zbog čega se povijest ne svrstava u znanost: Na sve se njih mogu iznijeti protuartumenti. (str. 52)
1. Bavi se pojedinačnim, a ne općim
  - Već i sama upotreba jezika prisiljava povjesničara na generalizaciju, kada npr. koristimo riječi "rat" ili "država" za različite pojave. »Povjesničar se zapravo ne bavi jedinstvenim, već onim što je opće u jedinstvenom događaju.« (str. 53) Dapače, povijest živi od generalizacija. (str. 54)
2. Iz povijesti se ne mogu izvući nikakve pouke.
  - Kroz generalizacije pokušavamo učiti iz povijesti.
3. Povijest nije u stanju predvidjeti događaje
  - Povijest kao i znanost može formulirati "tendencijske iskaze" o onom što se se dogoditi ako ponove iste okolnosti. (str. 57) Povjesničareve generalizacije daju smjernice za buduće radnje, ali ne i za pojedinačne događaje koji uključuju element slučajnosti. (str. 57)
4. Povijest je nužno subjektivna, jer tu čovjek promatra sam sebe.
  - Zaista, volja je aktivni faktor. Sociolog, ekonomist ili povjesničar moraju spoznati obrasce ljudskog ponašanja. Pri tome, povijest se rijetko ponavlja jer su povijesno svjesni ljudi svjesni raspleta prethodnog događaja. (Str. 59) U modernoj fizici subjekt i objekt također nisu tako strogo odvojeni.
5. Povijest povlači pitanja religije i morala.
  - Vjerovanje da povjesničar ima dužnost izricati prosudbe o svojim dramatis personae ima dugu povijest, a osobito je snažno u Engleskoj XIX. st. Prosudbe tipa da li je Napoleon bio "dobar čovjek". (str. 63) B. Croce: ljudi iz prošlosti već su se pojavili pred sudom svojeg vremena i ne mogu biti osuđeni ili oslobođeni dvaput. »Nijedan ih sud ne može smatrati odgovornima jer pripadaju prošlosti i kao takvi mogu biti jedino predmet povijesnog proučavanja i podložni samo onoj prosudbi koja spoznaje i razumije smisao njihova djela (…) Oni koji se, pod izlikom pripovijedanja o povijesti stavljaju u ulogu sudaca i osuđuju ili daju oprost, smatrajući to dužnošću povjesničara (…) po općem su mmišljenju lišeni povijesnog razumijevanja.« (citat na str. 64) Kad se radi o osobama iz bliske prošlost, dakako, stvari nisu tako jednostavne, jer oni su naši suvremenici, čak i ako su već umrli.

S druge strane, Max Weber kaže da bi povjesničar trebao izricati moralne prosudbe o institucijama, a ne o pojedincima koji su ih stvorili. (str. 65) Oni pak koji žestoko optužuju pojedince, često amnestiraju cijele skupine i društva. (Str. 65) Problemi vrednovanja vide se u različitom odnosu prema industrijalizaciji Velike Britanije 1780. – 1870. koje se ocjenjuje kao 
progresivno zbivanje; tadašnje mjere prisile i ekspolatacije, patnje seljaka i radnika, procjenjuje se u tom pristupu bile su žalosne, ali povijesno nužne. Možemo tako razmatrati zato što nema više živih žrtava tih zbivanja ili njihovih neposrednih potomaka, dok za industrijalizaciju SSSR-a to ne vrijedi. (Str. 66-67)
Čak i ako pretpostavimo da se apstraktni pojmovi poput "dobro" i "zlo" nalaze izvan povijesti, oni su sami po sebi bez značenja; slično kao kada znanstvenik koristi matematičke formule, treba tek interpretirati što znače, a ta je interpretacija povijesno uvjetovana. Navodno aspsolutne i izvanpovijesne vrijednosti (vrednote) su ukorijenjene u povijesti. »Stvarni sadržaj hipotetičkih apsoluta poput jednakosti, slobode, pravde ili prirodnog zakona razlikuje se od razdoblja do razdoblja ili od kontinenta do kontinenta.« (str. 69)
»Znanstvenici, sociolozi i povjesničari zajednički rade na različitim područjima istog istaživanja: proučavanja čovjeka i njegove okoline, utjecaja čovjeka na njegovu okolinu i okoline na čovjeka. Cilj proučavanja je isti: povećati čovjekovo razumijevanje i ovladavanje tom okolinom. Pretpostavke i metode fizičara, geologa, psihologa i povjesničara veoma se razlikuju u pojedinostima. (…) Povjesničar je, poput svakog drugog zansntvenika, stvor koji neprestano pita "Zašto?".« (str. 71)

### Kauzalnost u povijesti
Povjesničar uvijek traga za uzrocima događaja. Pri tome se, međutim, nikada neće zadovoljiti samo jednim uzrokom.
Kada se međutim govori o uzročnosti u povijesti, postoje dva ekstrema: determinizam ili Hegelov grijeh (povijest se odvija jednosmjerno, po nedvosmislenim zakonima koje se može spoznati), odnosno potpuna slučajnost ili Kleopatrin nos (prema dosjetki: »Povijest bi drugačije tekla da je Kleopatra imala kraći nos.«). (str. 76)
Opće diskusije, u kojima filozofi zauzimaju jednu ili drugu stranu prema svojem općem svjetonazoru, nisu neposredno relevantne u svakodnevnom životu, odnosno povjesničarevoj praksi. »Logička dilema o slobodi volje i determinizmu ne događa se u stvarnom životu. Ovdje se ne radi o tome da su neki ljudski postupci slobodni, a drugi determinirani. Činjenica je da su svi ljudski postupci istodobno slobodni i determinirani, ovisno o gledištu iz kojeg ih razmatramo.« Posebno, poznavanje uzroka nekog ponašanja ne znači da moramo odustati od moralnog prosuđivanja. (str. 79)
Ponekad povjesničari govore da je neki događaj bio neizbježan; u stvari samo žele reći da postoji snažan splet okolnosti koji ih navodi na takvo očekivanje. (str. 86)
Teorije koje naglašavaju ulogu slučanosti prevladavat će među onim grupama ili nacijama koje se nalaze na začelju povijesnih zbivanja. (str. 83)
»Svijet povjesničara, poput svijeta znanstvenika, nije fotografska preslika stvarnog svijeta, već samo radni model koji mu omogućava da ga, više ili manje uspješno, shvati i njime ovlada.« (str. 86) »Povijest je (…) proces selekcije utemeljen na povijesnom značenju događaja.« (str. 87) (U ovoj rečenici u prijevodu bi moglo stajati historija, tj. prošla zbilja kako je rekonstruiraju povjesničari, a ne sama ta zbilja. Vidi članak historija za te terminološke dileme.) Povijesno istraživanje je "selektivni sistem" ne samo činjenica, nego i uzročno-posljedičnih nizova: povjesničar bira one koji su povijesno značajni, a mjerilo povijesnog značaja je njegova sposobnost da ih uklopi u svoj model racionalnog objašnjenja i interpretacije. Povjesničar odbacuje kao "slučajnost" one uzročno-posljedične nizove koji su irelevantni, koji nisu podložni racionalnoj interpretaciji i nemaju značenja ni za prošlost ni za sadašnjost. (str. 88) Racionalna su ona objašnjenja koja imaju neki cilj. Tako razlikujemo racionalne i slučajne uzroke: racionalni uzroci vode korisnim generalizacijama. (str. 89) »Upravo ova ideja o cilju kojem težimo pruža nam ključ za razumijevanje uzročnosti u povijesti; to nužno uključuje vrijednosne prosudbe. Interpretacija u povijesti je (…) uvijek povezana s vrijednosnim prosudbama, dok je uzročnost povezana s interpretacijom.« (str. 89)
Značenje i cilj vezani su uz budućnost, ne sadašnjost. »Linija razgraničenja između prapovijesti i povijesti prelazi se u onom trenutku kada ljudi prestaju živjeti samo u sadašnjosti i postaju svjesno zainteresirani za svoju prošlost i budućnost. (…) Pretpostavljam da dobri povjesničari, rezmišljali oni o tome ili ne, imaju urođeni osjećaj za budućnost.« (str 90)

### Povijest kao napredak
Profesor Powicke piše: »Žudnja za interpretacijom povijesti tako je duboko ukorijenjena da će nas, ako nemamo konstruktivni pogled na prošlost, privući ili misticizmu ili cinizmu.« (str. 91)
»Renesansa je obnovila klasičnu predodžbu o antropocentričnom svijetu i prvenstvu razuma, ali je klasični pesimistički pogled na budućnost zamijenila optimističkim viđenjem proizašlim iz židovsko-kršćanske tradicije. Vrijeme koje je nekad bilo neprijatelj koji sve potkopava, sada je postqalo dobrohotno i kreativno.« Francis Bacon je to izrazio sintagmom: Veritas temporis filia (vrijeme je prijatelj istine). »Racionalisti iz razdoblja prosvjetiteljstva, utemenitelji moderne historiografije, zadržali su židovsko-kršćansko teološko viđenje, ali su sekularizirali cilj; to im je omogućilo da obnove racionalni karakter povijesnog procesa. Povijest je postala napredovanje prema sve većem savršenstvu ljudskog postojanja na zemlji.« (str. 92) Vjera u napredak  (vidi članak progresivizam) vrhunac postiže u XIX. st. u Velikoj Britaniji: tzv. "Viktorijanski optimizam". J. E. Acton piše u Povjesničar i činjenice na početku spomenutom članku 1896.: »Moramo poći od pretpostavke da je napredak u ljudskim odnosima znanstvena hipoteza na temelju koje bi se povijest trebala pisati.« (cit. na str. 93)
Liberalnom optimizmu zadaje udarac prvi svjetski rat. Krizi slijede dva politički oprečna odgovora: konzervativni i socijalistički. Danas (1961.) je hipoteza o napretku odbačena. »Propast Zapada postala je toliko uobičajena fraza da joj navodnici više nisu potrebni.« (str. 93) A. J. P. Taylor međutim piše da sve te priče o propasti civilizacije »znače jedino da su sveučilišni profesori nekad imali poslugu, a danas moraju sami prati svoje rublje.« (cit. na str. 94)
Prosvjetiteljstvo je spojilo dvije naizgled nespojive vjere: vjeru u prirodu i vjeru u napredak. Hegel u svojem filozofskom sustavu strogo odvaja povijest od prirode. Kasnije Darwin naizgled daje rješenje povezujući evoluciju u živom svijetu i napredak ljudskog roda, no to izaziva nove nesporazume: povijesni napredak čovjeka očito nije vezan s biološkim. (str. 94-95)
NasuprotActonove vizije beskrajnog hoda prema slobodi, javlja se ideja o "kraju povijesti", koja je za ljudski um puno privlačnija: Hegel, Arnold od Rugbyja 1841., Marx. Međutim povjesničar, i ako vjeruje u napredak, treba takve teorije odbaciti. (str. 95-96) Očito je također da napredak, ako i postoji, svakako nije pravocrtan. (Str. 97) Omi toga, životna je činjenica: ljudi koji ostvaruju napredak ne bore se za "napredak", nego za razne konkretne ciljeve: reformu kaznenog prava, uklanjenje rasnih nejednakosti isl. (str. 97-98)
Napredak u povijesti, za razliku od biološke evolucije, počiva na tome da se čovjek može okoristiti iskustvom svojih predaka, na osnovi ostavštine koja se prenosi u sljedeći naraštaj. Danas (1961.) nitko neće poricati napredak u akumulaciji materijalnih dobara i znanstvenih spoznaja te u ovladavanju čovjekovom okolinom; međutim, pitanje je da li je došlo do napretka u društvenom poretku i u našem ovladavanju društvenim okolišem, nacionalnim ili internacionalnim, ili je zapravo došlo do nazadovanja. (str. 98)
Civiilizirano društvo ima potrebu za idejom napretka. »Svako civilizrano društvo nameće žrtve sadašnjoj generaciji u korist budućih pokoljenja. Opravdavati te žrtve u ime nekog boljeg svijeta u budućnosti predstavlja svjetovnu protutežu njihovom opravdanju u ime neke božanske svrhe.« (str. 99)
'Objektivnost u povijesti ne može biti objektivnost činjenice ,već jedino objektivnost odnosa između činjenice i interpretacije, a to znači: između prošlosti, sadašnjosti i budućnosti. Jedino se najjednostavnije povijesne tvrdnje mogu procijeniti kao potpuno točne ili potpuno netočne. (str. 100) Što je relevantno, to je objektivno; a relevantno je u odnosu na cilj koji povjesničar ima na umu, koji pak i sam s vremenom evoluira; predodžba da se nešto promjenljivo mijenja u nečem fiksnom neadekvatna je iskustvu povjesničara. (Str. 101)
»Jedino budućnost može pružiti ključ za interpretaciju prošlosti; samo u ovom smislu možemo govoriti o nekoj krajnjoj objektivnosti u provijesti. Činjenica da prošlost opravdava budućnost, a budućnost objašnjava prošlost, istovremeno je opravdanje i objašnjenje povijesti.« (str. 102) "Objektivan" je onaj povjesničar koji je »sposoban nadvladati ograničenja svojeg vlastitog položaja u društvu i povijesti« (a to također znači: spoznati da ih je nemoguće potpuno nadvladati, tj. biti "potpuno objektivan"), te koji »ima sposobnost projeciranja svoje vizije u budućnost, na način koji mu omogućava temeljitiji i postojaniji uvid u prošlost. (…) Povjesničar se može približiti objektivnosti samo dok se približava razumijevanju budućnosti.«. (str. 103)
U proteklih 200 godina većina povjesničara vjerovala je, svjesno ili nesvjesno, da se čovječanstvo kreće ka boljem, višem: vigovci i liberali, hegelijanci i marksisti, teolozi i racionalisti. (str. 104-105) Reakcija na taj stav: atmosfera strepnje i pesimizma. Teolozi koji smisao povijesti traže izvan nje same i skeptici, koji kažu da nema smisla, da se vrijednosti ne mogu izvoditi iz činjenica, niti "trebalo bi" iz "jest". (str. 105)
Što je kriterij procjene? Povjesničari se bave pobjednicima. Bave se onim što su ljudi učinili, a ne onim što su propustili učiniti. Povijesno je značajno što je uspjelo, ono što funkcionira, a ne neko načelo koje polaže pravo na univerzalnu vrijednost. Zato Isaiah Berlin hvali Bismarcka kao genija, a kudi Josipa II, Robespierrea, Lenjina i Hitlera. (str. 105-106) No u povijesti postoji i ono što bih nazvao "odgođenim uspjehom". Prihvaćam kriterij sir Isaiha Berlina: »ono što najbolje funkcionira«, ali sam zbunjen uskim ui kratkoročnim vremenskim okvirima u kojima ga on primjenjuje. (str. 107-108)
Tvrdnja da se vrijednosti ne mogu izvoditi iz činjenica je djelomično točna. Ali sustav vrijednosti u nekom razdoblju ili zemlji je manje ili više oblikovan prema postojećem okruženju. Također je i obrnuta tvrdnja, da se činjenice ne mogu izvoditi iz vrijednosti, samo djelomično točna. »Kad pokušavamo doznati činjenice, pitanja koja postavljamo, a samim time i odgovori koje dobivamo, proizlaze iz našeg sustava vrijednosti.« (str. 109) »Napredak u povijesti ostvaren je međusobnom ovisnošću i prožimanjem činjenica i vrijednosti.« (str. 110)
»Vjerovanje da smo odnekud došli usko je povezano s vjerovanjem da nekud idemo. Društvo koje je izgubilo vjeru u svoju sposobnost napredovanja u budućnosti brzo će izgubiti zanimanje za vlastiti napredak u prošlosti.« (str. 111)

### Obzorje koje se širi
Predviđanja o katastrofi, koju donosi budućnost. 
Nova čovjekova svijest o sebi razvija se od Descartesa: »On je prvi postavio čovjeka u položaj bića koje može ne samo misliti, veći i rasuđviati o vlastitom razmišljanju i promatrati sebe samoga u činu opažanja.« (str. 114) Time nastaje nova dimenzija razuma i povijesti. 
Nove dimenzije uvode Marx, zatim Freud. Usprkos otkriću iracionalnoga, Freud je bio istinski i prilično staromodni racionalist. (str. 118) »Od pojave Marxovih i Freudovih djela, povjesničar više nema ispriku razmišljati o sebi kao o nepristranom pojedincu koji stoji izvan društva i izvan povijesti. Ovo je doba samosvijesti: povjesničar može i treba znati što zapravo radi.« (str. 119)
Prelaz od podređenosti objektivnim gospodarskim zakonima na vjerovanje u čovjekovu sposobnost da svjesnim djelovanjem kontrolira svoju gospodarsku sudbinu: bio bih spreman nazvati to napretkom. (str. 120) Carr ovo piše 1961, imajući na umu s jedne strane sovjestki sustav državnog planiranja, s druge keynezijansku ekonomiju na Zapadu. Neoliberalna revolucija 1980-ih, reaganomika, s obnovom vjere u slobodno tržište i odbacivanjem društvenog planiranja bitno je promijenila situaciju.
Čovjek je svjesnom primjenom razuma počeo transformirati ne samo prirodu, nego i samoga sebe. Uz edukatore (prosvjetitelje), pojavljuju se i propagandisti. Razvija se »svijest o čovjekovoj moći da poboljša upravljanje svojim društvenim, ekonomskim i političkim poslovima primjenom racionalnih procesa.« (str. 121) »Možda je najdalekosežnija društvena posljedica inedustrijske revolucije postupni porast broja onih koji su naučili misliti i upotrebljavati svoj razum.« (str. 121) »Danas diljem svijeta primitivni ljudi uče upravljati kompliciranim strojevima i pritom uče misliti i upotrebljavati vlastiti razum.« (str. 122)
Obrazovanje je sredstvo individuacije, ali i sredstvo uniformiranja kroz komercijalnu i političku propagandu. (str. 123) Svaki tehnički postupak otkriven tijekom povijesti imao svoje negativne strane, ali također sva zla donose sobom i svoje korektive. »Odgovor na zloupotrebu razuma nije kult iracionalizma, nego jačanje svijesti svih slojeva društva, kako viših tako i nižih, o ulozi koju razum može imati.« (str. 124)
Potreba da se uče strani jezici i povijest ne-engleskih i neeuropskih zemalja. »Neka nam upozorenje bude ono što se dogodilo na sveučilištu u Oxfordu s drevnom i cijenjeom disciplinom filozofije, kada su njezini proučavatelji došli do zaključka da im je sasvim dovoljno poznavanje jasnog i razumljivog engleskog jezika.« (str. 126) (Carr misli na tzv. "oxfordsku školu običnog jezika", jedno usmjerenje u analitičkoj filozofiji, na glasu zbog svoje akademske sterilnosti. Vidi npr: Strawson: Analiza i metafizika u članku Uvodi u filozofiju.) Takve se negativne tendencija zaključavanja u vlastitu kulu i gubitka kreativnosti događaju i u povijesnoj znanosti. Joseph Needham je napisao Science and Civilization in China u Cambridgeu, ali izvan odsjeka za povijest. (str. 127) (Needham, koji je postao veliki autoritet za povijest kineske civilizacije, po struci je biokemičar.)
Acton: liberalizam = vladavina ideja = revolucija. U današnje vrijeme, ono što je preživjelo od liberalizma postalo je svagdje konzervativni faktor u društvu. (str. 128-129). Novi konzervativizam povjesničara usmjeren protiv "utopizma" i "mesijanizma". (str. 129-132) Popper daje za pravo konzervativizmu, ali dosljedno brani razum (str. 131) koji je međutim podređen dogmama postojećg poretka. (str. 132) Rađanje straha od promjena, koje se više ne shvaćaju kao postignuće, prilika ili napredak. (str. 132) Međutim napredak u ljudskim poslovima moguć je jedino kada se ljudi ne zadovoljavaju djelomičnim poboljšanjima, već na temelju razuma osporavaju postojeće stanje i dogme na kojima se osniva. (str. 132)